# Eritrosiderita
La eritrosiderita es un mineral de la clase de los haluros. Toma su nombre del griego έρυθρός, «rojo» , y σίδηρος, «hierro», en alusión al color del mineral y a su contenido en hierro.

## Características
La eritrosiderita es un haluro de fórmula química K2 [Fe3+ Cl5 (H2 O)]. Desarrolla cristales en el sistema ortorrómbico, siendo isoestructural con la kremersita. Su color es rojo rubí o rojo pardusco, aunque a luz trasmitida pasa a ser marrón rojizo o amarillento.

## Yacimientos
Fue descubierta en el monte Vesubio, provincia de Nápoles (Campania, Italia). También ha sido descrita en el monte Etna, en Sicilia (Italia); en el distrito de Carlsbad, en Nuevo México (Estados Unidos); en Sar Pohl, en la provincia de Hormozgan (Irán), y en varias localidades alemanas de los estados de Sajonia-Anhalt y Hessen.